# Place Valencia
La place Valencia est une petite place publique de Vannes (Morbihan), située au cœur du centre historique.

## Localisation
Située à l'intérieur de la première enceinte de l'intra-muros de la ville, la place Valencia s'ouvre au croisement de la rue des Halles, de la rue Noé et de la rue des Orfèvres. De plan irrégulier, elle n'occupe pas plus de 500 m2.

## Toponymie
La place Valencia porte le nom de Valencia, la ville natale (en Espagne) de saint Vincent Ferrier, venu prêcher à Vannes en 1418-19. Le prédicateur aurait vécu dans une maison de la place.

## Éléments notables

### Maison de saint Vincent Ferrier
Cette belle maison à colombages et au rez-de-chaussée en pierres est située au n° 17 de la place. Selon la tradition, elle aurait été habitée par saint Vincent Ferrier en 1418-1419. Elle a été remaniée en 1574.
Sa façade est inscrite aux Monuments historiques depuis 1929.

### Hôtel de Saint-Georges
Inscrit aux Monuments historiques en 1945.

### Maison deVannes et sa femme
Cette maison à l'angle de la rue Noé est célèbre pour sa sculpture en pierre, probablement du XVIe siècle. Elle est inscrite aux Monuments historiques depuis 1929.

## Galerie

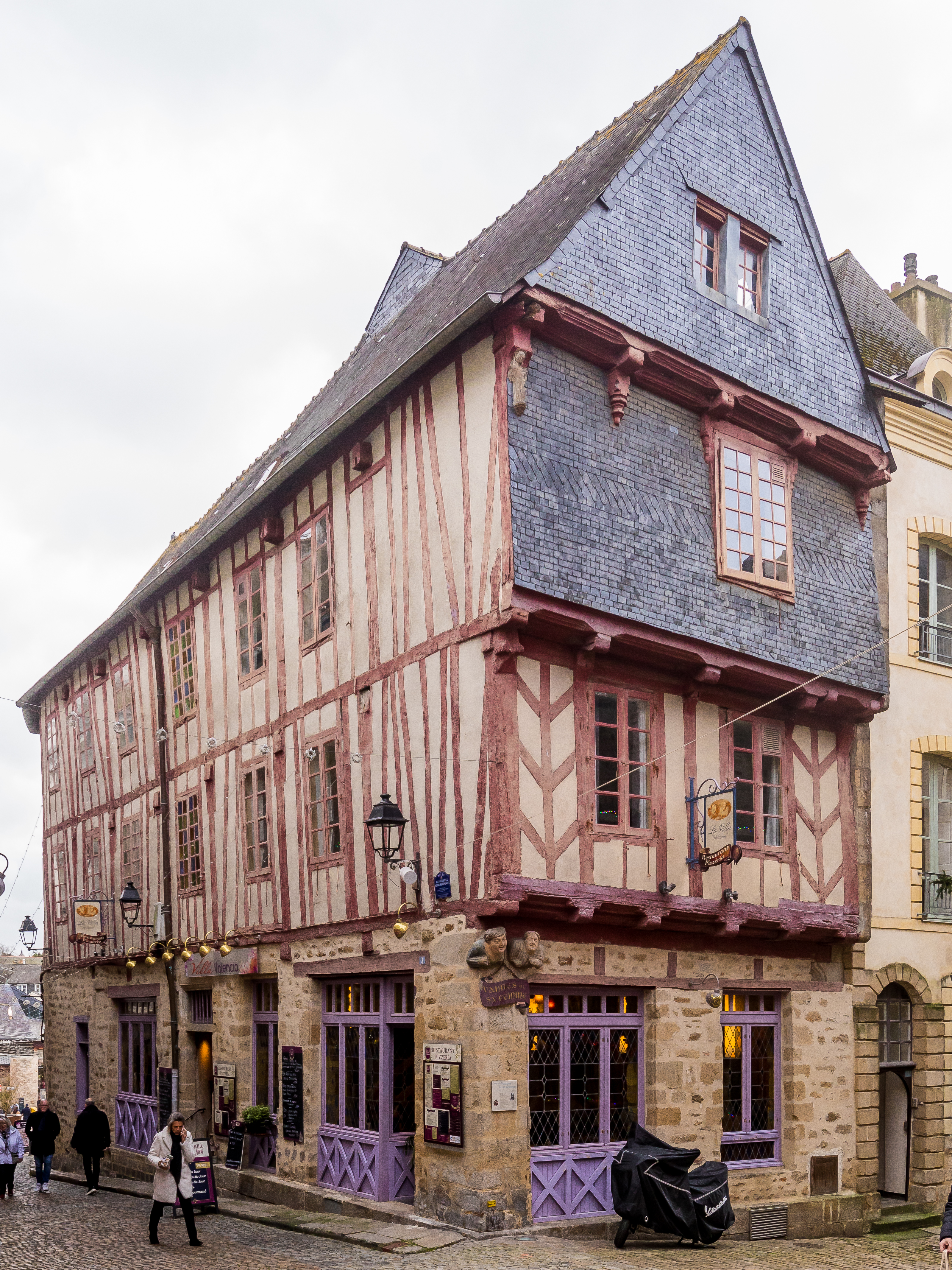
La maison de Vannes et sa femme
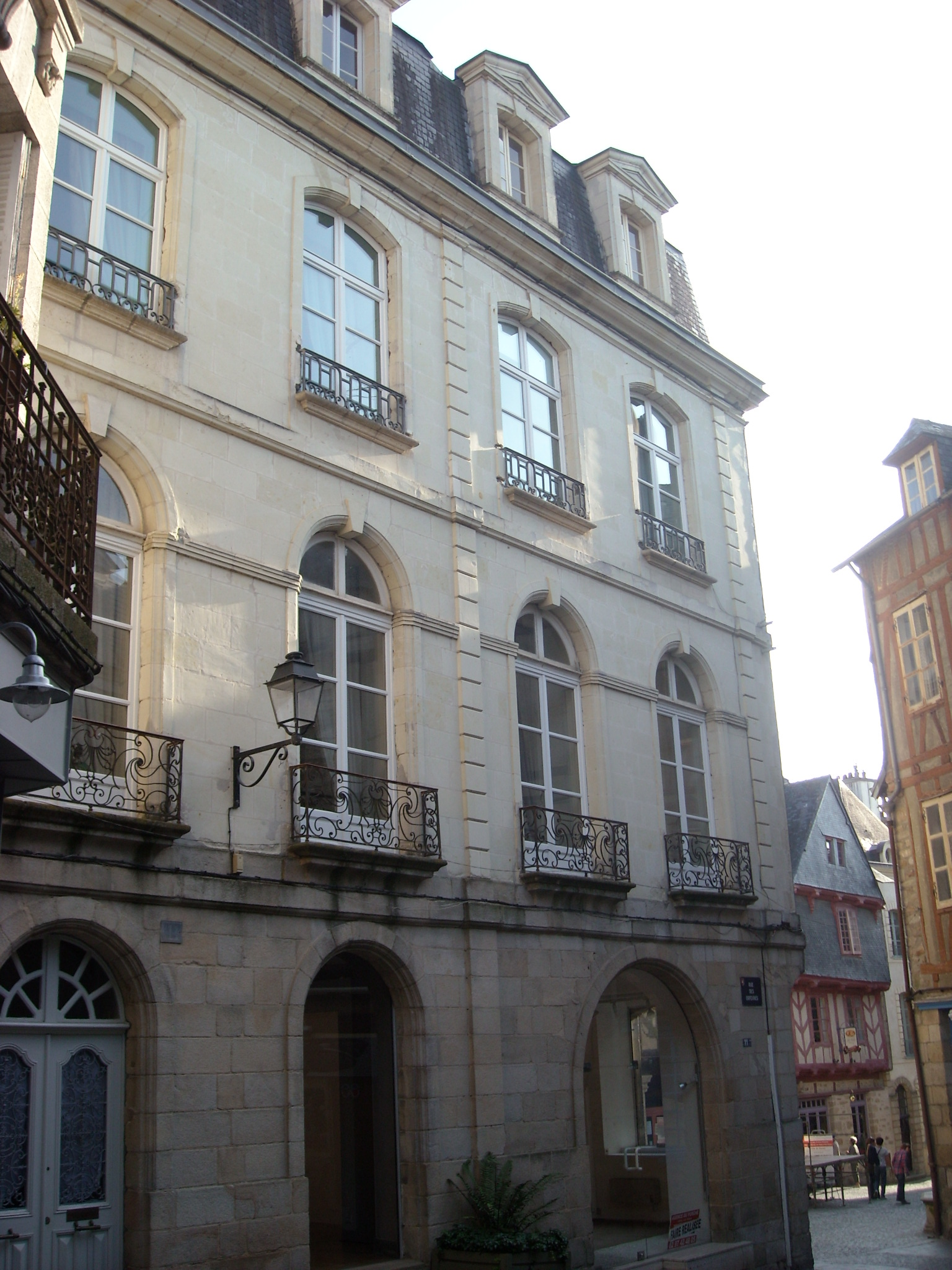
L'hôtel Saint-Georges
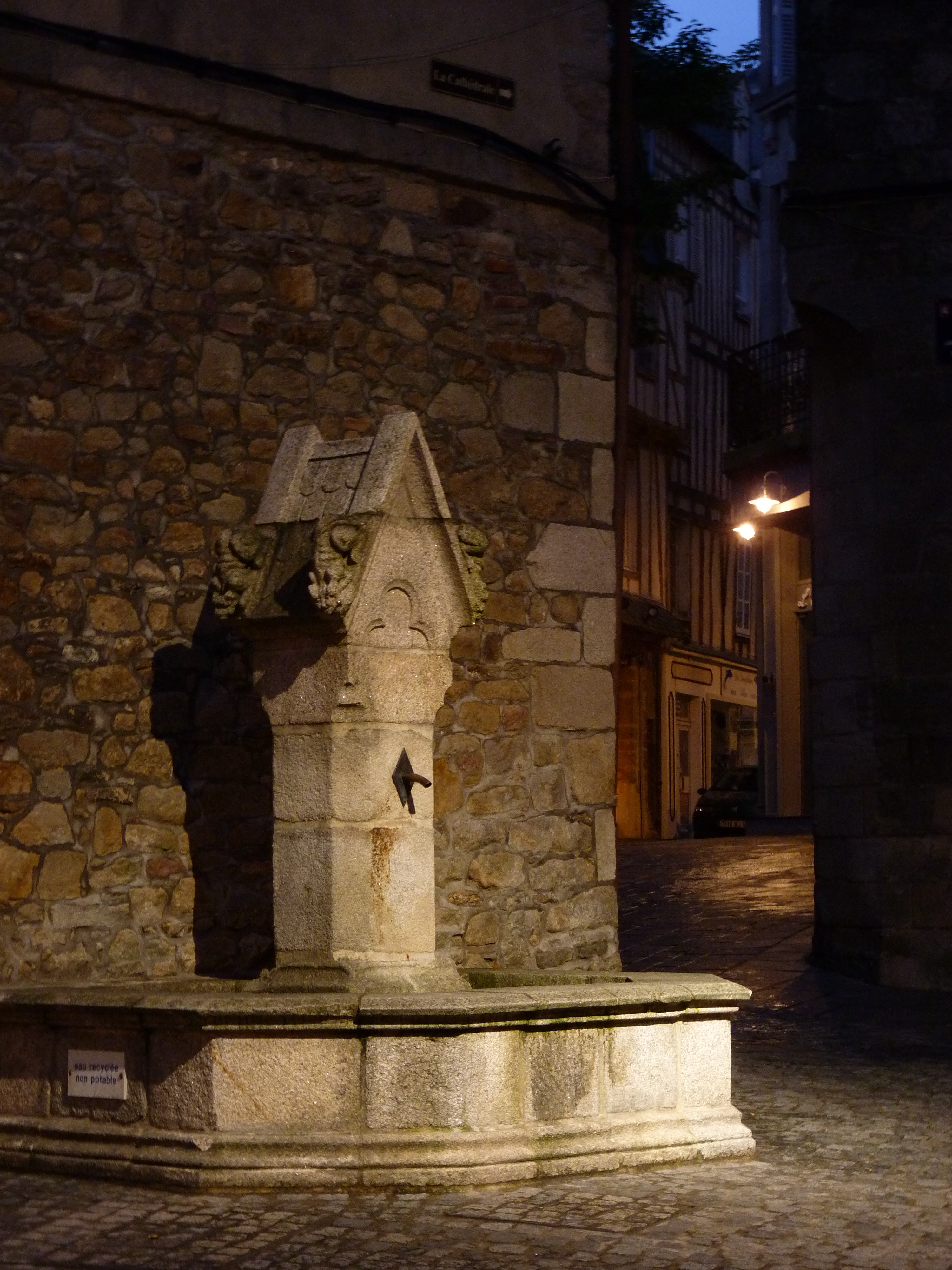
Fontaine de la place Valencia